# Шазагай
Шазагай (бур. Шаазгай) — село в Кяхтинском районе Бурятии. Входит в сельское поселение «Тамирское».

## География
Расположено на автодороге местного значения Верхние Мурочи — Унгуркуй — Тамир, на речке Шазага (левый приток Кирети), у южных отрогов Малханского хребта, в 7 км к западу от центра сельского поселения — села Тамир.

## Население
| 2002 | 2010 |
| ---- | ---- |
| 214  | ↘163 |

## История
В 1892 году священник И. Казаков открыл школу грамотности. Из-за плохого финансирования школа несколько раз закрывалась.